# 夏川りみのたびぐくるちむぐくる
『夏川りみのたびぐくるちむぐくる』（なつかわりみの たびぐくるちむぐくる）は、2023年10月1日より地方の中波ラジオ局で放送されているトーク・音楽番組である。かしわプロダクション制作。

## 概要
沖縄県出身のシンガーソングライター・夏川りみが、「旅をするような沖縄の心」をテーマに、自らが過ごしてきた沖縄の魅力を語ったり、リスナーから寄せられたお便りを読んだり、さらに、不定期でゲストとのトークを楽しむ。パートナーは夏川の旧知の友人であるわたなべヨシコ。
以前夏川は、山梨県のエフエム富士で「Room in the ear」2022年4月から6月の3ヶ月限定パーソナリティとして、同趣旨の番組『夏川りみのたびぐくる』を担当しており、それをAM局に移した上でのレギュラー化となった。
番組の尺は放送局によって異なり、10分から1時間までさまざまである。
放送は原則として2023年度は毎週日曜日（山陰放送・高知放送での放送分）、2024年度上半期からは毎週土曜日（長崎放送・NBCラジオ佐賀放送分）から更新される。2024年度上半期改編で、60分の長尺版を放送する局が山陰放送1局から5局に、7月からは宮崎放送、同下半期改編からは新潟放送（月1回程度は45分版）がそれぞれ加わり7局に増えたほか、FM専門のFM愛媛でもネットが開始された。なお、FM愛媛のある愛媛県はわたなべの出身地である。

### ゲスト出演
ゲストコーナーがある場合は2週連続出演を基本とし、60分の長尺で放送される局は、その前半約30分程度に充当されている。そのゲストは夏川と親交のある同郷の沖縄出身のミュージシャンや著名人であることが多い。
- 2024年1月第2・3週（1月7・14日更新分）- 普天間かおり（シンガーソングライター）
- 2024年1月第4・5週（1月21・28日更新分） - 城南海（同上）
- 2024年2月第3・4週（2月18・25日更新分） - 石垣優（同上。元・やなわらばー）
- 2024年5月第4週・6月第1週（5月25日・6月1日更新分） - 島袋優（BEGINギタリスト・ヴォーカル） - コンサートツアーの都合により沖縄から電話ゲスト出演
- 2024年6月第4・5週（6月22・29日更新分） - 松本英子（シンガー・ソングライター） - 　デビューが夏川と同期であり、同じかしわプロ製作の「松本英子のサウンドスケッチ」とのコラボ
- 2024年9月第1・2週（9月7・14日更新分） - 片想い（ロックバンド）片岡シン、オラリー - 同年夏に、フジロックフェスティバルにともに出場したことが縁で繋がったことから競演を果たした
- 2024年11月第2・3週（11月9・16日更新分） - 東里梨生（シンガーソングライター　元・やなわらばー）
- 2025年1月第2・3週（1月11・18日更新分） - 山崎ハコ（シンガーソングライター）
- 2025年2月予定（放送日未定） - 上地等（BEGINピアニスト・ヴォーカル）

## ネット局
年末年始には下記放送局以外でも特別番組扱いで単発放送された局もある。
10分版
- 四国放送（2023年10月5日- 木曜16:40-16:50）

15分版
- ラジオ福島（2023年10月2日-2024年3月25日 月曜20:30-21:00 2024年4月1日- 月曜20:30-20:45）

25分版
- 秋田放送（2023年10月4日-2024年3月27日、2024年10月3日- 水曜18:20-18:45 2024年4月2日-9月25日 火曜21:00-22:00=この期間のみ60分版）

30分版
- 信越放送（2023年10月3日-2024年3月27日 火曜18:30-18:45 2024年4月2日- 火曜18:30-19:00）
- 静岡放送（2023年10月4日-2024年3月27日、2024年10月2日- 水曜18:00-18:30　2024年4-9月中断）
- エフエム愛媛（2024年4月1日- 月曜20:30-21:00。ただし4月1日のみ21:30まで放送された）
- 高知放送（2023年10月1日-2024年9月25日 日曜22:00-22:30、2024年10月3日- 火曜12:00-12:30）
- 長崎放送・NBCラジオ佐賀（2024年4月6日- 土曜17:00-17:30）
- 熊本放送（2023年10月2日-2024年3月25日 月曜5:15-5:30=15分版、2025年1月6日- 月曜19:30-20:00 2024年4-12月中断）

60分版
- 新潟放送（2024年9月30日-　月曜22:00-23:00 月1回は22:15から45分版）
- 福井放送（2023年10月5日-2024年3月28日 木曜18:15-18:45・再放送：同じ週の土曜9:00-9:30 2024年4月1日- 月曜15:30-16:30・再放送：同じ週の日曜23:00-24:00）
- 山陰放送（2023年10月1日- 日曜10:00-11:00・再放送（2024年4月2日-）放送翌週火曜21:00-22:00[4]）
- 山口放送（2024年4月8日-　月曜4:00-5:00=放送上は日曜深夜28:00-29:00[3]）
- 宮崎放送（2024年7月5日- 金曜21:00-22:00）
- ラジオ大阪（2025年4月2日- 水曜18:00-19:00[5]）
- 琉球放送（2024年4月1日-　月曜21:00-22:00。年度上半期は月曜21:00から60分版を、下半期は月曜21:15から45分版を放送）

過去にネットしていた放送局
- RSK山陽放送（2023年10月6日-2024年3月29日 金曜18:15-18:45）